# Apapa
Apapa è una delle venti aree a governo locale (local government areas) in cui è suddiviso lo stato di Lagos, nella Repubblica Federale della Nigeria. Si estende su una superficie di 26,7 km² e conta una popolazione di 217.362 abitanti.